# Yie Ar Kung-Fu
Yie Ar Kung-Fu ist ein Arcade-, Konsolen- und Computerspiel, das 1985 von Konami entwickelt wurde. Es war sehr beliebt und wurde vom Spielautomat auf die gängigsten Heimcomputer der 1980er-Jahre portiert.

## Spielprinzip
Der Spieler übernimmt in die Rolle des Oolong (schwarzer Drache, ist auch eine Teesorte) und muss insgesamt elf Gegner besiegen. Das Spiel hat zwei verschiedene Level (Hot Fighting und Master Hand History). Unter der Spielfigur erscheint ein gelber Pfeil, der die Kampfrichtung anzeigt. Das Spiel ist relativ schwer und erfordert sehr schnelle Reaktion. Die Gestaltung der Figuren ist im Mangastil und entspricht der anderer Konami-Spiele. Die Spielfigur springt oft und sehr hoch; es gibt viele verschiedene Angriffs-Techniken. Der Spieler muss ohne Waffen kämpfen.
Sowohl der Name des Helden, die Hintergrundstory als auch die Grafik sind in der MSX- und der NES-Version abweichend. Dort finden die Kämpfe in einem Gebäude statt. In den anderen Versionen wird im Freien gekämpft, das Spiel startet vor einem Wasserfall.
Die Spielmusik der C64-Version stammt von Martin Galway. Sie enthält teilweise Adaptionen von Jean-Michel Jarres "Magnetic Fields".

### Gegner
Die Namen der Gegner entsprechen meist deren Bewaffnung. Reihenfolge nach Auftritt:
- Buchu
- Star (mit Wurfsternen bewaffnet)
- Nuncha (hat ein Nunchaku)
- Pole (benutzt einen Kampfstab, auch Staff oder Bo genannt)
- Feedle
- Chain (verwendet eine Kette)

Ab hier Level 2:
- Club (schlägt mit einer Keule zu)
- Fan (trägt chinesische Kung-Fu-Fächer)
- Sword (kämpft mit einem Schwert)
- Tonfun (ist mit zwei Tonfa ausgestattet)
- Blues

Yie Ar Kung-Fu war das erste Kampf-Spiel, bei dem der Spieler gegen einzelne, immer stärker werdende Gegner antreten muss. Dieses Prinzip wurde erst später von Street Fighter und anderen Spielen übernommen. Star und Fan dürfte zu den ersten weiblichen Computerspiel-Antagonisten gehören. Yie Ar Kung-Fu war eines der ersten Beat’em Ups, in dem die erst später etablierte „Lebensenergie-Leiste“ verwendet wurde. In Spielen wie Mortal Kombat und vor allem der Street-Fighter-Reihe war das System sehr populär. Außerdem ist in Yie Ar Kung-Fu die Verwendung eines durch gegnerische Treffer abnehmenden Energiebalkens zu sehen.

## Entwicklungs- und Veröffentlichungsgeschichte
Portierungen erfolgten für folgende Systeme:
- Acorn Electron
- BBC Micro
- Commodore 16 (1986)
- Commodore C64 (Ocean Software unter dem Label „Imagine“, 1985)
- Game Boy
- Game Boy Advance auf Konami Collectors Series – Arcade Advanced (2002)
- MSX (Konami, 1985)
- Nintendo Entertainment System (NES) (Konami, 1985)
- PlayStation auf Konami Arcade Classics (1999)
- PlayStation 2 (2005)
- Schneider CPC (Ocean Software unter dem Label „Imagine“, 1986)
- ZX Spectrum (Ocean Software unter dem Label „Imagine“, 1985)

### Nachfolger
Yie Ar Kung-Fu 2: The Emperor Yie-Gah erschien ab 1985 für viele Homecomputer. Die Hintergrundstory baut im zweiten Teil auf der MSX- und NES-Version auf.

## Rezeption
Die ASM notierte „realistische Bewegungen“ vor „farbenfrohen Hintergründen“ und wertete, dass sich Yie Ar Kung-Fu in punkto Spielwitz von vergleichbaren Spielen absetze. Die getestete Acorn-Electron-Version sei anderen Versionen des Spiels dabei in Grafik und Sound überlegen.